# 阿德莫尔 (阿拉巴马州)
阿德莫尔（英語：Ardmore），是美国阿拉巴马州下属的一座城市。面积约为2.04平方英里（约合5.29平方公里）。根据2010年美国人口普查，该市有人口1,194人，人口密度为584.43/平方英里（约合225.71/平方公里）。